# Cuestas du Bassin parisien
Pour les articles homonymes, voir Cuesta (homonymie).

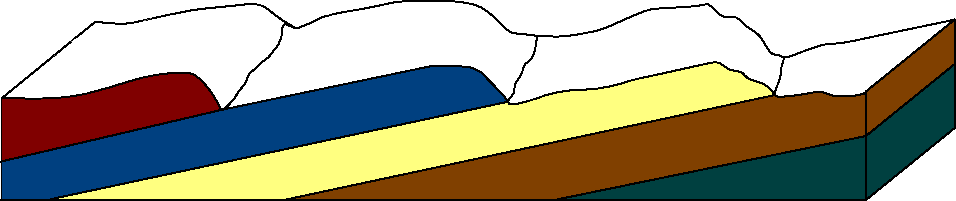
Présentation schématique d'une succession de cuestas, révélant la succession des couches sédimentaires dont le pendage est accentué par la subsidence.

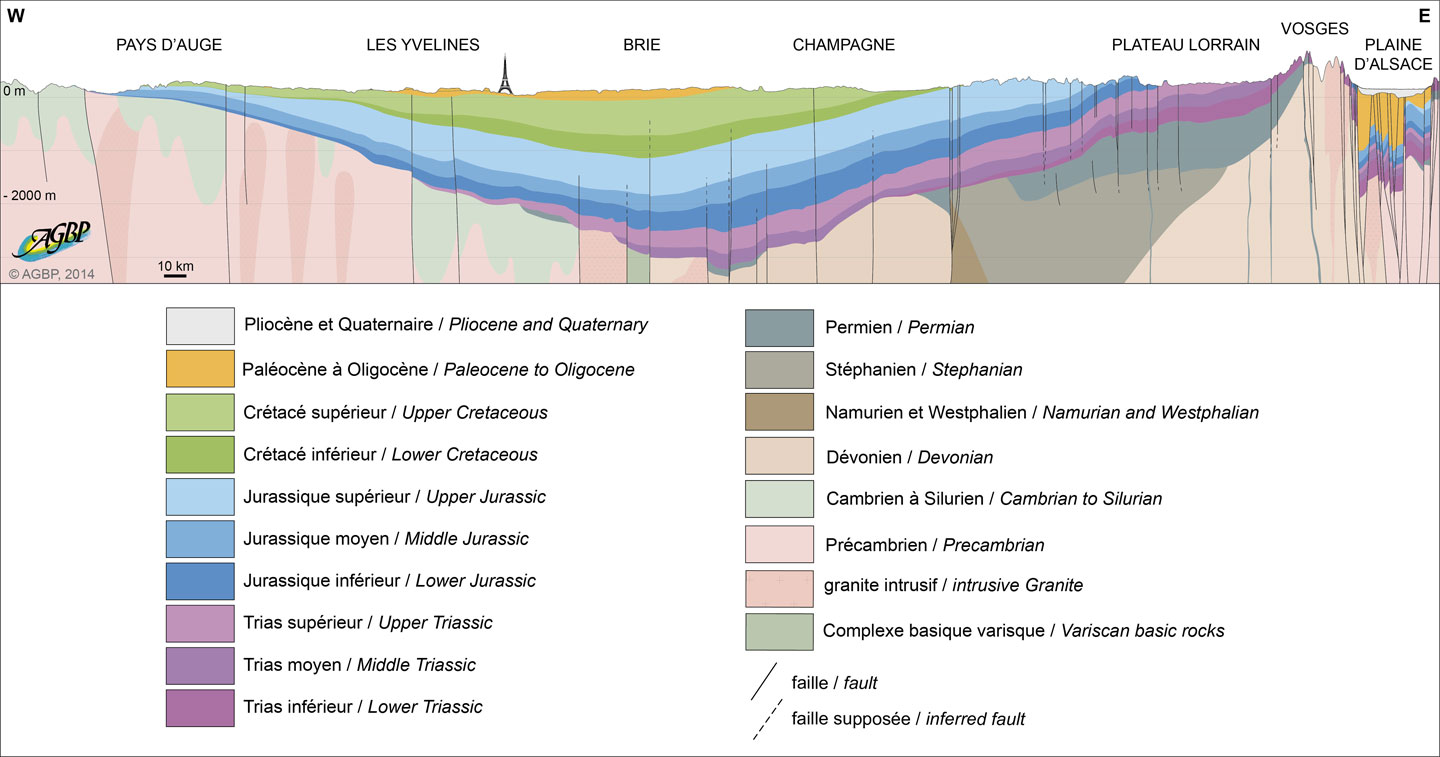
Coupe géologique du Bassin parisien.

L'est du Bassin parisien est marqué par une succession de reliefs de cuestas (côtes). Ce modelé géomorphologique qui marque progressivement la transition du bassin sédimentaire vers un autre type de sous-sol (reliefs hercyniens anciens), témoigne de l'alternance de roches dures et de roches plus meubles et plus sensibles à l'érosion. Chaque cuesta correspond à une couche d'accumulation sédimentaire dont le pendage et l'affleurement sont attribués au phénomène de subsidence. Cette succession concave de couches crée un relief en « piles d'assiettes ».

## Liste des cuestas
La liste ci-dessous présente la succession des cuestas échelonnées à l'est de Paris depuis la Brie jusqu'aux abords des Vosges.
| Numéro | Revers                    | Côte                 | Pied de côte                                 | Roche dure         | Roche tendre                | Tracé de la côte                                         |
| ------ | ------------------------- | -------------------- | -------------------------------------------- | ------------------ | --------------------------- | -------------------------------------------------------- |
| 1      | Brie, Tardenois, Laonnois | Côte d'Île-de-France | Champagne crayeuse                           | Calcaire lutétien  | Sables thanétiens           | Laon, Reims, Épernay, Sézanne, Montereau                 |
| 2      | Champagne crayeuse        | Argonne              | Vallée de l'Aire                             | Craie turonienne   | Sables cénomaniens          | Vouziers, Sainte-Menehould, Vitry-le-François            |
| 2 bis  | Champagne crayeuse        | Argonne              | Vallée de l'Aire                             | Gaize albienne     | Sables cénomaniens          |                                                          |
| 3      | Champagne humide          | Côte de Champagne    | Barrois champenois, Vallage, Barrois lorrain | Calcaire tithonien | Marnes kimméridgiennes      | Ligny-en-Barrois, Joinville, Bar-sur-Aube, Bar-sur-Seine |
| 4      | Hauts de Meuse            | Côtes de Meuse       | Plaine de Woëvre                             | Calcaire oxfordien | Marnes callovo-oxfordiennes | Stenay, Dun, Vigneulles, Toul, Neufchâteau               |
| 5      | Forêt de Haye             | Côtes de Moselle     | Vallée de la Moselle, vallée de la Meurthe   | Calcaire bajocien  | Marnes toarciennes          | Metz, Pont-à-Mousson, Nancy, Colline de Sion-Vaudémont   |

### Vidéo
- Histoire géologique du Bassin Parisien. Vidéo du BRGM.